# 細川藤賢
細川藤賢（ほそかわ ふじかた）是戰國時代到安土桃山時代的武将。兄長為室町幕府最後的管領細川氏綱。子元賢（もとかた）。攝津國中嶋城主。假名四郎。

## 經歷
侍奉室町幕府第13代将軍足利義藤（後來的足利義輝），接受了他的偏諱而改名藤賢。義輝（當時名為義藤）是在天文15年（1546年）就任征夷大將軍，当時藤賢已經30歲了，已經早早就元服了，因此至今他在接受偏諱之前的名字無從考證。
永禄8年（1565年），義輝被三好三人衆暗殺（永禄之變），之後降服于松永久秀。後來織田信長擁立義輝之弟義昭就任第15代征夷大將軍，因此返回京都侍奉義昭。當時在京都的義昭的居城二条城中藤賢的屋敷也採用了名為「藤戶石」的名石。據說運送這塊石頭，是由織田信長親自指揮運輸的。
天正元年（1573年），義昭舉兵反抗信長而勸諫其不要這麼做。結果在義昭舉兵之後，藤賢還是跟隨他了。結果城池被織田軍包圍，因而投降。義昭被從京都追放之際，獲得了信長的許可，而擔任近江国坂本城主。天正9年（1581年）的京都御馬揃中以旧公方衆的身份參加，但是並沒有與被流放到中國地方的足利義昭一起行動。
天正10年（1582年）本能寺之變后投奔豐臣秀吉。天正18年（1590年）在京都死去，享年74歲。嫡子元賢後來出仕了加賀前田家。